# Quarta República
La Quarta República és el nom donat al règim polític de França des d'octubre de 1946 fins a l'octubre de 1958.

## Una república inestable
La Quarta República es va formar després de la Segona Guerra Mundial.
Un primer projecte de constitució fou rebutjat per referèndum el 5 de maig de 1946. (El projecte monocameral es convertí en bicameral). Una nova assemblea constituent fou elegida el 2 de juny i la constitució fou definitivament adoptada per referèndum el 13 d'octubre de 1946.
La Quarta República va prendre certes decisions que marcarien la història de França :
- la signatura del Tractat de Roma, primera base de la Unió Europea
- fi de la colonització francesa a Indoxina.

Dirigint igualment la reconstrucció de França, molt afectada per quatre anys d'ocupació alemanya de França, la Quarta República tanmateix es caracteritzà per una inestabilitat dels governs, incapaços d'aconseguir el suport del Parlament.

## La descolonització i la caiguda
La Quarta República va estar marcada per les dues principals guerres de descolonització que ha conegut França: la guerra d'Indoxina i la guerra d'Algèria. La crisi política provocada per aquesta última va implicar la crida al poder de Charles de Gaulle, que retornà després del que s'anomena habitualment la travessia del desert. Ell organitzà el canvi a les institucions.
Un referèndum organitzat el 28 de setembre de 1958 donà una aclaparadora majoria a favor del projecte de constitució presentat per Charles de Gaulle. La Quarta República desapareixia després de la promulgació de la nova constitució el 4 d'octubre de 1958 donant implícitament origen a la que seria habitualment qualificada com la Cinquena República Francesa.

## President de la República
Llista dels presidents durant la IV República Francesa:
| No. | Fotografia     | Nom                        | Inici de mandat     | Fi de mandat        | Partit |
| --- | -------------- | -------------------------- | ------------------- | ------------------- | ------ |
| 1   | Vincent Auriol | Vincent Auriol (1884-1966) | 16 de gener de 1947 | 16 de gener de 1954 | SFIO   |
| 2   | René Coty      | René Coty (1882-1962)      | 16 de gener de 1954 | 8 de gener de 1959  | CNIP   |

## Presidents del Consell
Llista dels presidents del Consell durant la IV República Francesa:
| President del Consell    | Inici de mandat        | Final de mandat        | Partit  |
| ------------------------ | ---------------------- | ---------------------- | ------- |
| Paul Ramadier            | 22 de gener de 1947    | 24 de novembre de 1947 | SFIO    |
| Robert Schuman           | 24 de novembre de 1947 | 26 de juliol de 1948   | MRP     |
| André Marie              | 26 de juliol de 1948   | 5 de setembre de 1948  | Radical |
| Robert Schuman           | 5 de setembre de 1948  | 11 de setembre de 1948 | MRP     |
| Henri Queuille           | 11 de setembre de 1948 | 28 d'octubre de 1949   | Radical |
| Georges Bidault          | 28 d'octubre de 1949   | 2 de juliol de 1950    | MRP     |
| Henri Queuille           | 2 de juliol de 1950    | 12 de juliol de 1950   | Radical |
| René Pleven              | 12 de juliol de 1950   | 10 de març de 1951     | UDSR    |
| Henri Queuille           | 10 de març de 1951     | 11 d'agost de 1951     | Radical |
| René Pleven              | 11 d'agost de 1951     | 20 de gener de 1952    | UDSR    |
| Edgar Faure              | 20 de gener de 1952    | 8 de març de 1952      | Radical |
| Antoine Pinay            | 8 de març de 1952      | 8 de gener de 1953     | CNIP    |
| René Mayer               | 8 de gener de 1953     | 27 de juny de 1953     | Radical |
| Joseph Laniel            | 27 de juny de 1953     | 18 de juny de 1954     | CNIP    |
| Pierre Mendès-France     | 18 de juny de 1954     | 23 de febrer de 1955   | Radical |
| Edgar Faure              | 23 de febrer de 1955   | 31 de gener de 1956    | Radical |
| Guy Mollet               | 31 de gener de 1956    | 12 de juny de 1957     | SFIO    |
| Maurice Bourgès-Maunoury | 12 de juny de 1957     | 6 de novembre de 1957  | Radical |
| Félix Gaillard           | 6 de novembre de 1957  | 13 de maig de 1958     | Radical |
| Pierre Pflimlin          | 13 de maig de 1958     | 1 de juny de 1958      | MRP     |
| Charles de Gaulle        | 1 de juny de 1958      | 8 de gener de 1959     | UNR     |

## Polítics destacats de la Quarta República
(a més dels presidents de la República i del Govern abans esmentats)
- Léon Blum
- Jacques Chaban-Delmas
- Michel Debré
- Gaston Defferre
- Jacques Duclos
- Félix Gouin
- François Mitterrand
- Maurice Thorez